# Хидролимфа
Хидролимфа је еволуционо најпримитивнија телесна течност, присутна у телу сунђера, жарњака и Turbellaria. Она је у суштини течност спољашње средине, не поседује организму својствене органске и неорганске материје, која улази кроз усни отвор и циркулише гастроваскуларним системом.
За разлику од „напреднијих“ телесних течности (хемолимфа, крв, лимфа), сама хидролимфа не поседује ћелијске елементе, нити активно преноси кисеоник (преноси само кисеоник присутан у води спољашње средине). Хидролимфа обавља и функције екскреторног система, јер напушта тело осиромашена кисеоником и хранљивим материјама, а обогаћена продуктима метаболизма.